# مكتل
مكتل هو مكيال إسلامي يستعمل في الكيل أثناء العصور الإسلامية.
المكتل يساوي خمسة عشر صاعا تقريبا.

## المصدر
1. ↑  أبي العباس أحمد العزفي السبتي. حقيقة الدينار والدرهم والصاع والمد.